# Parandra lalannecassouorum
Parandra lalannecassouorum is een keversoort uit de familie van de boktorren (Cerambycidae). De wetenschappelijke naam van de soort werd voor het eerst geldig gepubliceerd in 2000 door Tavakilian.